# Godefroy-Louis Pfister
Godefroy-Louis Pfister, francoski general, * 1885, † 1954.